# Assassinato de Lorenza de Pinho
O assassinato de Lorenza Maria de Pinho ocorreu em abril de 2021 no bairro Buritis, região oeste de Belo Horizonte, capital de Minas Gerais, no apartamento onde ela morava com os filhos e o marido, o promotor de justiça André Luiz Garcia de Pinho, que foi acusado e condenado pelo crime a 22 anos de prisão em regime fechado.

## Vítima
Lorenza Maria de Pinho tinha 41 anos quando foi morta. Ela e André, casados há 17 anos, tinham cinco filhos, de 2, 7, 10, 15 e 16 anos à época do crime.

## Investigações
Inquirido pelos policiais, André disse inicialmente que Lorenza havia se engasgado enquanto dormia, após ter tomado remédios e bebida alcoólica. Ele disse que encontrou o corpo na manhã de 2 de abril de 2021, por volta das 6 horas, no apartamento do casal, e que chamou um médico particular, que atestou a morte às 7h17.
Algumas horas depois ele apresentou um atestado de óbito emitido pelos médicos Itamar Cardoso e Alexandre Figueiredo que corroboravam sua versão e que, com isso, liberavam o corpo para ser cremado. Um delegado embargou a cremação no sábado de 04 de abril, após os investigadores fazerem buscas no apartamento. Depois de uma perícia feita no Instituto Médico Legal, foi constatado que a causa da morte havia sido “asfixia por associação de intoxicação exógena e ação contundente cervical”. O perito também apontou que ela tinha pouco sangue no corpo, o que foi resultado de uma tanatopraxia, assunto que havia sido pesquisado pelo promotor.   
"Segundo o legista, havia apenas 1 litro de sangue no corpo da mulher, que, em condições saudáveis, deveria apresentar cerca de 5 litros. Entre o montante encontrado, apenas 25 ml puderam ser colhidos na necrópsia para testes toxicológicos e de dosagem de álcool", reportou o portal Terra.

## Prisão
Após o laudo do IML, André foi preso em 05 de abril e aguardou o julgamento na prisão.
O Ministério Público de Minas Gerais (MPMG) denunciou André pelo feminicídio triplamente qualificado de Lorenza em 30 de abril de 2021, tendo sido analisados seis celulares, quatro computadores e mais de 100 horas de imagem de câmeras do prédio onde a família morava, o que foi importante para a resolução do caso.

## Julgamento e pena
O julgamento de André aconteceu em 29 de março de 2023, sendo que os dois filhos mais velhos do casal, André e Mariana, acompanharam os trabalhas, além do pai da vítima, que disse para a imprensa em frente ao tribunal: “nada vai trazer minha filha, mas quero que sirva de exemplo. Chega de mulheres serem massacradas. Eu já estou com muita idade para essa dor passar. Tô muito, muito cansado. Não tenho idade para aguardar o julgamento".
Vinte desembargadores do Órgão Pleno do Tribunal de Justiça de Minas Gerais (TJMG) participaram da sessão e acompanharam o voto do relator, o desembargador Wanderley Paiva, que justificou a sentença de 22 anos de prisão em regime fechado: "não há como se desconsiderar que houve emprego de asfixia, que o motivo do homicídio foi torpe, que o réu utilizou de recurso que dificultou a defesa da vítima, que o delito foi praticado contra a mulher em contexto de violência doméstico-familiar, caracterizando, assim, as qualificadoras".
Os dois médicos que assinaram o atestado de óbito inicial, Itamar Tadeu Gonçalves Cardoso e Alexandre Figueiredo, também viraram réus por falsificar o atestado de óbito. Tadeu chegou a trocar mensagens sobre a morte com outra médica, Ana, demonstrando desconfiança a respeito do marido de Lorenza.   Itamar foi absolvido em outubro de 2024 em julgamento em 2ª instância.